# LFP-accu
De LFP-accu of lithium-ijzer-fosfaat-accu is een lithium-ion-accu met lithium-ijzer-fosfaat LiFe(PO4)als kathode.

## Geschiedenis
LiFePO4 werd ontdekt door de onderzoeksgroep van John Goodenough aan de University of Texas in 1996 als een kathodemateriaal voor oplaadbare lithiumbatterijen. Vanwege de lage kostprijs, onschadelijkheid, de ruime beschikbaarheid van ijzer, de uitstekende thermische stabiliteit, de veiligheid, goede elektrochemische eigenschappen en hoge specifieke capaciteit (170 mA·h/g) is deze toepassing van het materiaal enigszins positief ontvangen.
De voornaamste drempel voor commerciële toepassing was de hoge inwendige weerstand. Dit probleem is inmiddels opgelost, deels door het verkleinen van de deeltjesgrootte en door de deeltjes te voorzien van een laagje koolstof, deels door het doteren van het materiaal met kationen als aluminium, niobium en zirkonium. LFP-batterijen kunnen worden geproduceerd via een nat proces of een droog proces. In later onderzoek bleek de aanwezigheid van nanoscopische koolstofdeeltjes de belangrijkste factor voor het verhogen van de geleidbaarheid.
Dit type accu bevat geen kobalt, wat door de omstreden ontginning een voordeel is.

## Opladen
Een LFP-accu is, mits goed behandeld, niet onveiliger dan bijvoorbeeld een loodaccu. Te hoog opladen van een LFP-accu, tot meer dan 3,6 volt per cel, is niet goed en kan gevaarlijk zijn. Als de accu vol is, kan meer elektrische energie niet meer omgezet worden in chemische energie en deze moet dan afgevoerd worden als warmte. Als de laadstroom niet te hoog is kan dat; het gaat wel ten koste van de levensduur van de accu. Maar bij snelladen kan de accu te heet worden en opzwellen. De ontstekingstemperatuur is 270 °C.
Een goede acculader begint te laden met constante stroom, CC (constant current). De accuspanning wordt daarbij langzaam verhoogd. Als de spanning de maximale waarde bereikt, bijvoorbeeld 3,2 volt per cel, dan houdt de lader deze spanning enige tijd aan, CV (constant voltage). De laadstroom neemt af. Ten slotte wordt de laadstroom sterk verminderd tot een paar procent van de CC-waarde. Een relatief extreem hoge laadstroom, bijvoorbeeld 100 A voor een accu met 100 Ah capaciteit, is mogelijk.
Niet alle cellen hebben precies dezelfde capaciteit. Ze staan in serie, dus ze krijgen dezelfde laadstroom. De cel met de minste capaciteit is het eerste vol. De spanning van die cel loopt op tot bijv. 4 volt, maar de accuspanning is nog onder de maximale waarde omdat de andere cellen nog gemiddeld bijvoorbeeld 3,5 volt hebben. De acculader laadt dus door. Om te voorkomen dat die ene cel te heet wordt moet een accu die meer dan 1 cel heeft, voorzien zijn van een BMS (battery management system) dat de spanning van elke cel meet. Als een spanning te hoog oploopt wordt die cel een beetje ontladen, bijv. over een weerstand die de warmte afvoert. Als er verbinding is tussen BMS en lader, kan deze een signaal krijgen de laadstroom te verminderen.

## Ontladen
Bij het ontladen van bijna vol tot bijna leeg is de celspanning vrijwel constant, tussen 3,3 en 3,2 volt. Celspanningen mogen niet verder dalen dan circa 2,5 V, anders treden onomkeerbare chemische reacties en onherstelbare schade op. Daarom moeten de celspanningen gemeten worden door een BMS dat te sterke ontlading verhindert. Hoge pulsstroom is wel toegestaan; een 100Ah-accu kan bijv. 2000 A gedurende 2 s leveren.